# Rura Julu Dolok
Rura Julu Dolok is een bestuurslaag in het regentschap Tapanuli Utara van de provincie Noord-Sumatra, Indonesië. Rura Julu Dolok telt 13 inwoners (volkstelling 2010).